# Ramal C29 del Ferrocarril Belgrano
El Ramal C29 pertenecía al Ferrocarril General Belgrano, Argentina.

## Ubicación
Se hallaba íntegramente en la provincia de Tucumán.

## Características
Era un ramal de la red de vía estrecha del Ferrocarril General Belgrano, cuya extensión era de 10 km entre Bella Vista y Palá Palá.
Se encuentra clausurado y levantado. Sólo se encuentra activa la Estación Bella Vista para servicios de carga de la empresa estatal Trenes Argentinos Cargas.